# 44473 Randytatum
44473 Randytatum este o planetă minoră (asteroid), cu un diametru de 12,235 km, din centura de asteroizi. A fost descoperită pe 16 noiembrie 1998 la Catalina Station⁠(d) de Catalina Sky Survey. 
Obiectul prezintă o orbită caracterizată de o semiaxă mare de 3,1372002913535 UAi, o excentricitate de 0,12, o înclinație de 22,6 ° în raport cu ecliptica.